# Bo Xilai
Bo Xilai (Chinees: 薄熙来, Hanyu pinyin: Bó Xīlái) (Dingxiang (Shanxi), 3 juli 1949) is een Chinees politicus en voormalig lid van het Politbureau van de Communistische Partij van China. Hij werd bekend door zijn ambtstermijnen als burgemeester van Dalian en vervolgens de gouverneur van de provincie Liaoning. Van 2004 tot november 2007 was hij minister van Handel. Momenteel zit hij een levenslange gevangenisstraf uit in de Qincheng gevangenis.
Tijdens zijn ambtstermijn in Chongqing werd Bo bekend door zijn een ambitieuze campagne tegen de georganiseerde misdaad, sociale programma's voor de arbeidersklasse van de stad en harde aanpak van corruptie. Ook was hij initiatiefnemer van campagnes om het Culturele Revolutie-tijdperk te doen herleven, de "rode cultuur". De beweging had als naam Ode aan het rode, versla het zwarte. Hij wordt soms gezien als een van de leiders van het Chinees Nieuw Links, dat bestaat uit zowel maoïsten als sociaaldemocraten die niet blij zijn met de markthervormingen van het land en de toenemende welvaartsverschillen.
Bo werd beschouwd als grote kanshebber voor promotie naar het negen leden tellende Politbureau Permanent Comité in 2012. Zijn politieke loopbaan kreeg een abrupt einde met het Wang Lijun incident, waarbij zijn top luitenant en politiechef asiel zouden hebben aangevraagd bij een Amerikaanse consulaat. Vervolgens werd Bo in maart 2012 uit zijn positie in Chongqing gezet.
- Gemeinsame Normdatei: 1246053837
- International Standard Name Identifier: 0000 0003 6051 3257
- Library of Congress Control Number: n2012000343
- Nationale Bibliotheek van Polen: a0000003633809
- Nederlandse Thesaurus van Auteursnamen: 371749212
- Virtual International Authority File: 222478278
- WorldCat: E39PBJwmXTrm8dQ9xtXbwMXGHC